# Joost Van Vollenhoven
Pour les articles homonymes, voir Van Vollenhoven.
Le capitaine Joost Van Vollenhoven, né le 21 juillet 1877 à Rotterdam et mort au champ d’honneur le 20 juillet 1918 à Montgobert, est un officier et un administrateur colonial français, d’origine néerlandaise.
Gouverneur général d’Indochine et de l’Afrique-Occidentale française (AOF), il s'est distingué notamment par son refus de procéder au nouveau recrutement de troupes indigènes demandé par Clemenceau en 1917.

## Biographie
Second fils d'une famille bourgeoise protestante, il passe ses premières années en Algérie où ses parents se sont installés comme colons. Il fait ses études au lycée et à la faculté de droit d'Alger. Il réalise en 1903 une thèse doctorale en droit, intitulée Essai sur le fellah algérien. Van Vollenhoven est naturalisé Français le 4 février 1899, à 22 ans, et, après un an de service militaire au 1er régiment de zouaves en 1900 et 1901, il intègre l'École coloniale dont il sort major de sa promotion en 1903, et où il est à son tour nommé professeur, le 15 mai 1905. 
Il occupe plusieurs postes dans l'administration, notamment celui de secrétaire général au ministère des Colonies, puis directeur des Finances en 1905. Il fait fonction de gouverneur en Guinée du 16 mai au 25 juillet 1907, puis au Sénégal du 26 août au 15 décembre 1907. Il est aussi secrétaire général de la jeune Afrique-Équatoriale française (AEF), créée en 1910. Il devient chef de cabinet (directeur de cabinet aujourd'hui) d'Adolphe Messimy puis Albert Lebrun dans les années 1910-1912, avant de partir comme gouverneur général de l'Indochine. En 1912, il reçoit la Légion d'honneur à titre civil. Elle lui sera également décernée à titre militaire par la suite.
À Hanoï, il est gouverneur général d’Indochine par intérim de janvier 1914 au 7 avril 1915, avant qu’Ernest Roume n'y prenne ses fonctions. Avec le simple grade de sergent d’infanterie coloniale, Van Vollenhoven rejoint pourtant le front en avril 1915 aux côtés des marsouins français installés dans les colonies que la France mobilisait pour refouler les troupes allemandes, dans le régiment d'infanterie coloniale du Maroc (RICM, voir la composition du régiment dans le lien consacré à celui-ci), rebaptisé par la suite régiment d'infanterie-chars de marine. Blessé et cité plusieurs fois, il est promu sous-lieutenant le 21 mai 1917 et, après un « brillant coup de main » devant Fismes, il apprend sa nomination comme gouverneur général de l’Afrique-Occidentale française (AOF). 

Plutôt à regret, Van Vollenhoven prend ses fonctions à Dakar le 3 juin 1917. À travers un rapport de mission de l'inspecteur général Picanon, il découvre les ravages faits par les recrutements pour le front dans une population déjà très éprouvée par les épidémies et la misère, entraînant exodes et révoltes. En juillet 1917 il émet un avis défavorable au principe d'un nouveau recrutement demandé par le ministre des Colonies, André Maginot :
« Les opérations de recrutement qui ont eu lieu de 1914 à 1917 en AOF ont été excessives dans leurs résultats comme dans leurs méthodes... Aucun nouveau recrutement n'est possible tant que la Colonie ne sera pas complètement en mains et que la population n'aura pas repris une suffisante confiance en nous pour ne plus redouter les abus du récent passé. »

Le 29 septembre 1917, auprès de René Besnard, successeur de Maginot à la tête du ministère des Colonies, il insiste avec plus de ferveur encore :
« Je vous supplie, Monsieur le Ministre, de ne pas donner l'ordre de procéder à de nouveaux recrutements de troupes noires. Vous mettriez ce pays à feu et à sang. Vous le ruineriez complètement et ce, sans aucun résultat. Nous sommes allés non seulement au-delà de ce qui était sage, mais au-delà de ce qu'il était possible de demander à ce pays. »
Outre la dimension humaine, il semble que des enjeux économiques – notamment les intérêts dans la région des maisons de commerce bordelaises et marseillaises, privées de main d'œuvre – aient également pesé sur la prise de position du nouveau gouverneur.
Président du Conseil depuis peu, Clemenceau décide pourtant le 17 décembre 1917 de reprendre le recrutement indigène, particulièrement au Sénégal. Il pense à faire appel au premier député noir africain, élu au Parlement en 1914, Blaise Diagne, qui est chargé de cette mission. De son côté Van Vollenhoven a consulté ses gouverneurs de territoires qui lui confirment qu’une nouvelle conscription ne pourrait se faire que par la force. Il a aussi pris l'avis de personnalités telles que Jules Carde – futur gouverneur général de l'AOF – ou l'ethnologue Maurice Delafosse. Lorsqu'il est informé de l'envoi de la mission Diagne en AOF et en AEF, Van Vollenhoven a une entrevue orageuse avec Clemenceau à Paris. Mécontent de cette décision qu'il juge en outre inconciliable avec ses prérogatives de gouverneur général, il offre sa démission le 17 janvier 1918 et obtient de revenir sur le front, toujours avec le RICM, cette fois avec le grade de capitaine. Gabriel Angoulvant assure alors l'intérim comme gouverneur général de l'AOF. En Conseil des ministres, Albert Lebrun prend sa défense face à Georges Clemenceau .

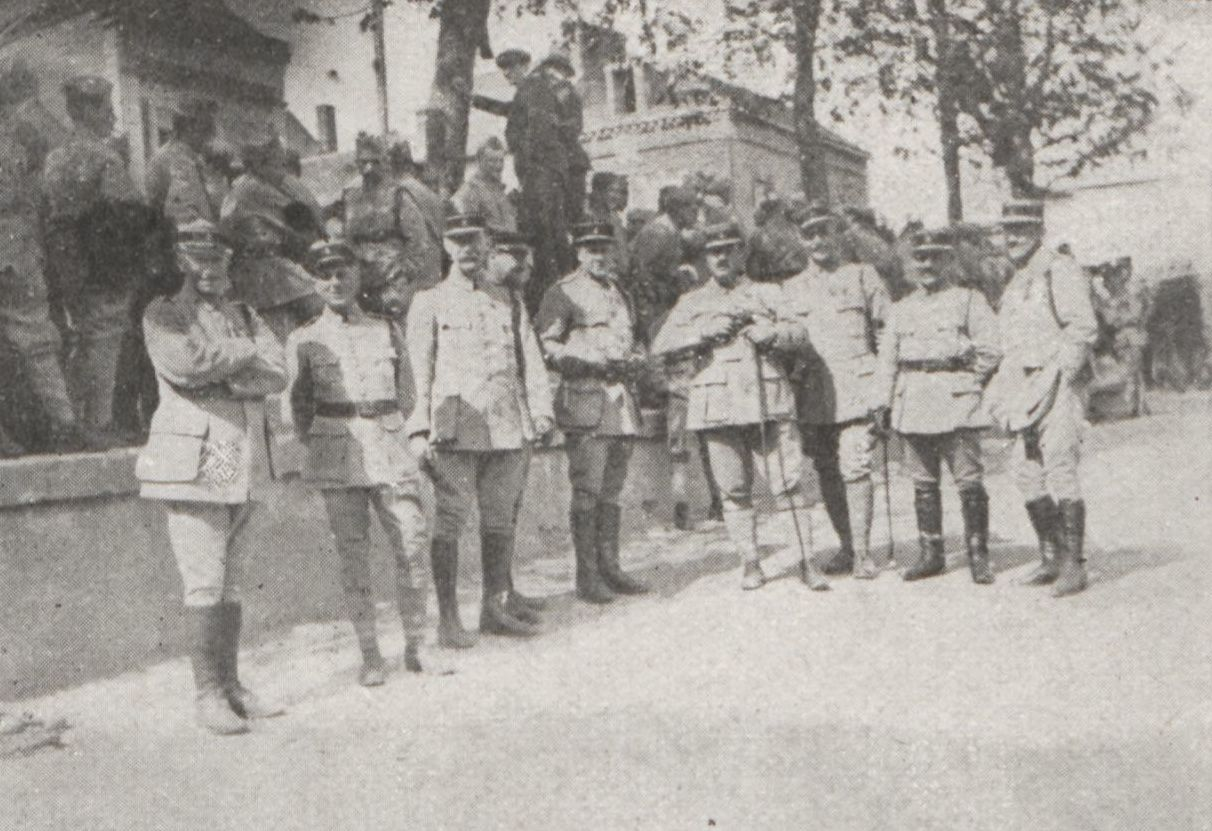
Le capitaine Van Vollenhoven (à gauche) avec d'autres officiers du RICM en 1918.

Van Vollenhoven est grièvement blessé d'une balle de mitrailleuse à la tête le 19 juillet 1918 devant la ferme de Mont-Rambœuf, sur la commune de Parcy-et-Tigny, alors qu'il mène sa compagnie lors de l'offensive de la 10e armée du général Mangin. Ramené à l'arrière, il meurt à Montgobert le lendemain matin, 20 juillet.
La famille Van Vollenhoven paye ainsi un lourd tribut à sa patrie d'adoption. Le fils aîné est tué au front de France. Blessé et gazé à l'armée d'Orient, un autre succombe peu après. Le plus jeune des quatre frères, engagé volontaire, est le seul survivant du conflit.

## Hommages

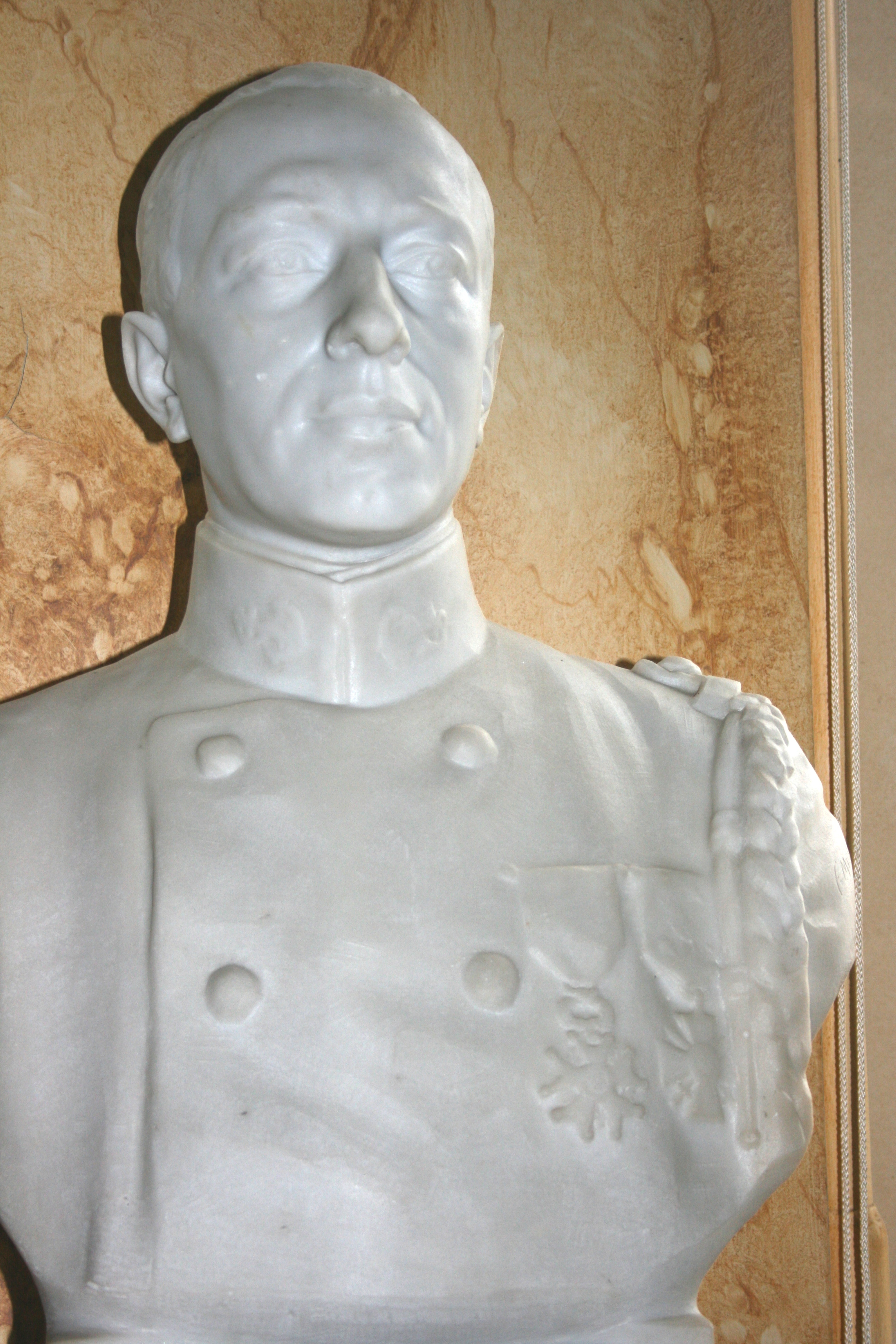
Buste de Joost Van Vollenhoven au ministère des Outre-mer.

C'est dans la forêt de Longpont, à Montgobert, qu'est implanté le mémorial sous lequel est enterré le capitaine Joost Van Vollenhoven. Sur le mausolée, œuvre de la sculptrice Anna Quinquaud, figure la citation à l'ordre du RICM et sa propre citation à l'ordre du régiment, décernée le 28 juillet 1918 par le général Mangin en ces termes : 
« Officier d'une valeur et d'une vertu antiques, incarnant les plus belles et les plus solides qualités militaires, mortellement frappé au moment où, électrisant la troupe par son exemple, il enlevait une position ennemie opiniâtrement défendue. À placer au rang des Bayard et des La Tour d'Auvergne, et à citer en exemple aux générations futures, ayant été l'un des plus brillants parmi les plus braves. »
Le 6 novembre 1938 Albert Lebrun, président de la République, et Georges Mandel, ministre des Colonies, inaugurent ce monument, très dégradé par les Allemands en 1941, puis restauré en 1954.
Sur la place de la Gare à Dakar, le monument dédié en 1923 « aux créateurs de l'AOF et à la gloire de l'armée noire » comporte – outre les statues de Demba et Dupont, le tirailleur et le marsouin – les médaillons de Faidherbe et de quatre prestigieux gouverneurs, Ballay, Ponty, Clozel et Van Vollenhoven lui-même. « Maigre, cheveux ras, on dirait un jeune homme. Et jeune, il l'était en effet ! Gouverneur général à trente-huit ans. Mort à quarante ans pour la France ».
Le nom de Joost Van Vollenhoven figure dans la liste des 546 écrivains morts pour la France pendant la Première Guerre mondiale – des noms qui furent gravés sur quatre panneaux au Panthéon de Paris le 15 octobre 1927.
Dans le 12e arrondissement de Paris se trouve un square Van-Vollenhoven, doté d'une fontaine en provenance de l’Exposition coloniale de 1931.
Le Cours secondaire de Dakar a pris son nom en 1940, avant d’être rebaptisé lycée Lamine Guèye.
Une avenue porte son nom à Cotonou, une autre à Bamako.
Depuis 1963, la salle d’honneur du RICM (Vannes puis Poitiers) est baptisée de son nom.
La promotion 90/12 des élèves officiers de réserve de l'ESM Saint-Cyr-Coëtquidan porte son nom.
Les commémorations de la fin de la Première Guerre mondiale sont notamment l’occasion d’hommages au capitaine Van Vollenhoven, comme ce fut le cas en 1938 (voir ci-dessus) ou en 1988, sous l'égide de Pierre Messmer. Une cérémonie au monument de Montgobert fait partie des manifestations envisagées pour le 90e anniversaire de 1918 en mai 2008.

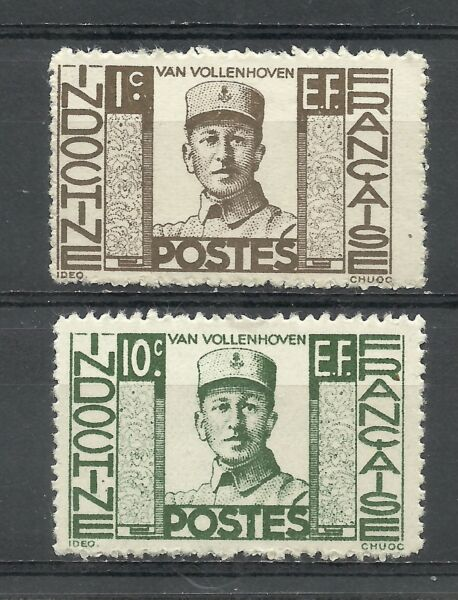

Deux timbres à son effigie ont été émis en 1944 en Indochine dans la série "Grandes figures de l'Indochine".

## Écrits
- Essai sur le fellah algérien : thèse pour le doctorat, A. Rousseau, Paris, 1903, 31 p.
- Le voyage de Nachtigal au Ouadaï (traduction de Van Vollenhoven), Comité de l'Afrique Française, Paris, s. d., 109 p.
- (nl) Multatuli en congé. Documents officiels inédits publiés par Joost Van Vollenhoven, Amsterdam, Maas & Van Suchtelen, 1909, 89 p.

## Distinctions
- Chevalier de la Légion d'honneur à titre civil (décret du 29 octobre 1912)[7] puis à titre militaire
- Croix de guerre 1914–1918 (4 citations : une à l'ordre du corps d'armée le 15 octobre 1915, une à l'ordre de l'armée le 2 janvier 1917, une à l'ordre de la division le 10 avril 1918, une posthume à l'ordre de l'armée le 28 juillet 1918)[21]
- Médaille des blessés de guerre (2 blessures : en 1915 et en 1916)[21]
- Mention Mort pour la France